# Зеленгинський нерестовий масив
Пам'ятка природи «Зеленгинський нерестовий масив» (рос. Памятник природы «Зеленгинский нерестовый массив») — зоологічна пам'ятка природи регіонального значення на території Астраханської області Південного федерального округу Російської Федерації.

## Географія
Пам'ятка природи розташована на території Зеленгинської сільради Володарського району Астраханської області. Знаходиться у східній частині надводної дельти Волги, у межиріччі проток Рича, Бушма та Стара Рича, поблизу сіл Зеленга, Алтинжар, Сизий Бугор та Колки.

## Історія
Резерват був утворений 10 листопада 1987 року з метою охорони місця відтворення цінних видів напівпрохідних та туводних частикових риб у субстраті, утвореному заростями злаково-осокових луків.

## Біоценоз
У пам'ятці природи охороняються цінні види риб, які прибувають сюди на нерест: сазан, вобла, судак, сом, лящ, щука, карась, окунь, лин, краснопірка та інші.